# 粵劇藝術博物館

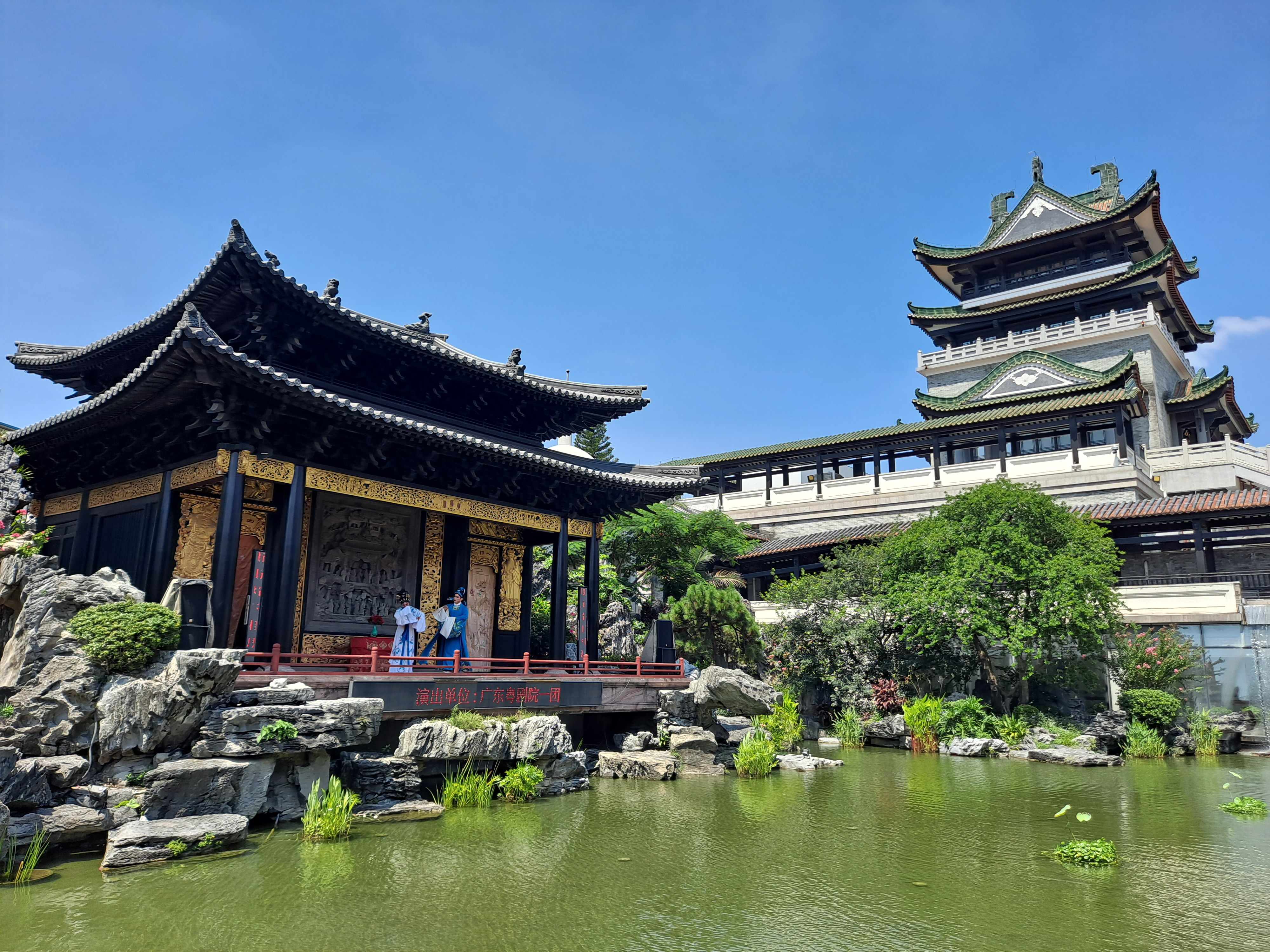

粤劇藝術博物館，是廣東廣州一間以粵劇為主，集展覽、表演、講解的大型博物館。2016年6月9號開放，位置在荔灣區恩寧路、蓬萊路路口以北，荔枝灣涌以南。

## 歷史
2010～2011年，由於廣州地區當地居民對於保護當地粵語、粵劇文化的呼聲比較高，又因為廣州地區沒有與粵劇有關的大型藝術博物館，市政府決定在荔枝灣三期改造工程加入專門負責粵劇表演、展覽、講解的博物館。2012年11月26號，博物館正式奠基，2013年7月的規劃將原有17畝的用地擴大到27畝。規劃確定後，博物館在同年10月正式動工。2016年1月22號，博物館完工。同年端午（2016年6月9號），博物館正式對外開放。